# Annibale Maffei
hrabia Annibale Maffei (ur. 1666, zm. 1735) – sabaudzki dyplomata, polityk i wojskowy.
Reprezentował Księstwo Sabaudii-Piemontu jako poseł Wiktora Amadeusza II w Londynie w latach 1699–1704. Był naczelnym dowódcą artylerii (gran maestro d’artiglieria) Sabaudii.
W latach 1710–1713 reprezentował Sabaudię na kongresie w Utrechcie. W jej imieniu podpisał pokój w Utrechcie (1713). We wrześniu 1714 roku Wiktor Amadeusz II mianował go wicekrólem Sycylii, przed swym wyruszeniem w drogę z powrotem do Turynu 5 września 1714. wicekrólem tym był do 1718 roku, gdy wyepę podbił dowódca hiszpański Giovan Francesco di Bette markiz di Lede.